# ナザレのヨセフ
聖ヨセフ（ヨゼフとも）（ヘブライ語: יוֹסֵף, ギリシア語: Ἰωσήφ）は、新約聖書に登場するマリアの夫、イエスの養父である。職業は大工であったとされる。

## 概要
ヨセフは、カトリック教会、正教会、東方教会、聖公会およびルーテル教会で崇敬され、カトリック教会では1870年に教皇ピウス9世により、全教会の普遍的な守護聖人であると宣言された。祝日は3月19日。1955年には教皇ピウス12世により、5月1日が労働者聖ヨセフの日に制定された。カトリック教会では「義人で忠実な人である聖ヨセフ」と呼ばれており、日本ハリストス正教会では「イオシフ」と呼ぶ。ヨセフの像は、幼子イエスを抱いたものや純潔を示す白百合を持っているもの、鋸や定規を手にしているものが多い。

## 福音書と聖伝

### イエスの誕生前
『マタイによる福音書』（以下『マタイ』）と聖伝によれば、ヨセフはナザレ生まれのダビデ家第42代の末裔であり、父はヤコブという人物である。『ルカによる福音書』（以下、『ルカ』）にみられる家系図ではヨセフの父はエリという名前であるとされる。ヨセフは5人兄弟の末っ子で、兄弟の中で一番信心深かった。
マリアとヨセフの婚約は、エルサレムの大司祭の命によるものである。マリアは両親の死後、大司祭の後見のもとで神への奉仕を捧げていた。ヨセフは貞潔の誓いを立てていたので困惑したが、神の望みだということを悟りマリアと婚約した。
ヨセフは「義しい人」であったと『マタイ』はいう。彼は婚約者のマリアが妊娠していることを知ると、律法に忠実な義人であればマリアを不義姦通として世間に公表した上で離縁するところだが、そうせずひそかに縁を切ろうとした。が、『マタイ』では夢にあらわれた天使の受胎告知によってマリアと結婚した。
『マタイ』及び『ルカ』ではマリアは聖霊によって身篭ったとあるため、ヨセフは伝統的に「イエスの父」ではなく「イエスの養父」と表現される。また、このことは、旧約における同名の、ヤコブの子ヨセフの出生に由来する。ヨセフのヘブライ語の意味は、「加えるように」。彼の母は、彼を生むと「神がわたしの恥をすすいでくださった」と言い、「主がわたしにもう一人の男の子を加えてくださいますように」と願ったので、その子をヨセフと名づけた。このエピソードは、新約に至って、ヨセフが母マリアの恥をすすぎ、実子ではない一人の男の子を加える根拠となった。

### イエスの誕生後
『ルカ』では、もともとヨセフはナザレの人であったが、ローマ皇帝アウグストゥスの時代に行われた住民登録のために身重の妻とベツレヘムへ赴いたことになっている。
ただし、旧約聖書にはナザレという地名は登場しない。ヤコブが息子ヨセフに「ナザレ人（ナジル人、聖別された人）となるよう」死の床で伝えたことが成就するために、新約聖書の時代に至ってナザレに向かったのである。
『マタイ』によれば、イエスがユダヤのベツレヘムで生まれたあと、ヘロデ大王によって幼児殺害の命令が出たため、天使の警告に従って、ヨセフは妻と子を連れてエジプトに避難する。ヘロデ大王の死後、夢に現れた天使のお告げに従い、エジプトから戻ってくるが、ヘロデ大王の子アルケラオスが治めるユダヤを避け、同じヘロデの息子でもまだましなアンティパスが治めるガリラヤのナザレに行き、そこで暮らした。
福音書の記述には、マリアとヨセフの子として、イエスのほかにヤコブ、ヨセフ、ユダ、シモンの4人と2人の女子が上げられているが、カトリックではアラム語の慣用から甥・姪だったとする説が主流である。これらの人物がヨセフの子だとする場合も、母が誰かについては議論があり、伝統的に東方教会ではヨセフと前妻との間の子だと考えている。プロテスタント教会は、多くイエスと同じくマリアの子どもたちだとする。この問題は、カトリックのユダヤ教における言葉の時代的背景を考慮（当時のヘブライ語、アラマイ語（アラム語）には、兄弟、従兄弟も同じ言葉が使用されており、新約聖書の他の箇所に於いて、それがわかる）、逐語的に訳すプロテスタントにそれがないということだと思われる。
また、イエスが12歳のときに行われた過越祭のためエルサレムへ旅をした際、行方不明になったイエスをマリアと共に捜し、3日後にエルサレム神殿で学者たちと討論を展開している少年イエスを発見し、ナザレに連れ戻している。
各福音書には養父ヨセフの死去に関する記載はないが、伝承によると、西暦30年頃に死去したとされる。

## 崇敬

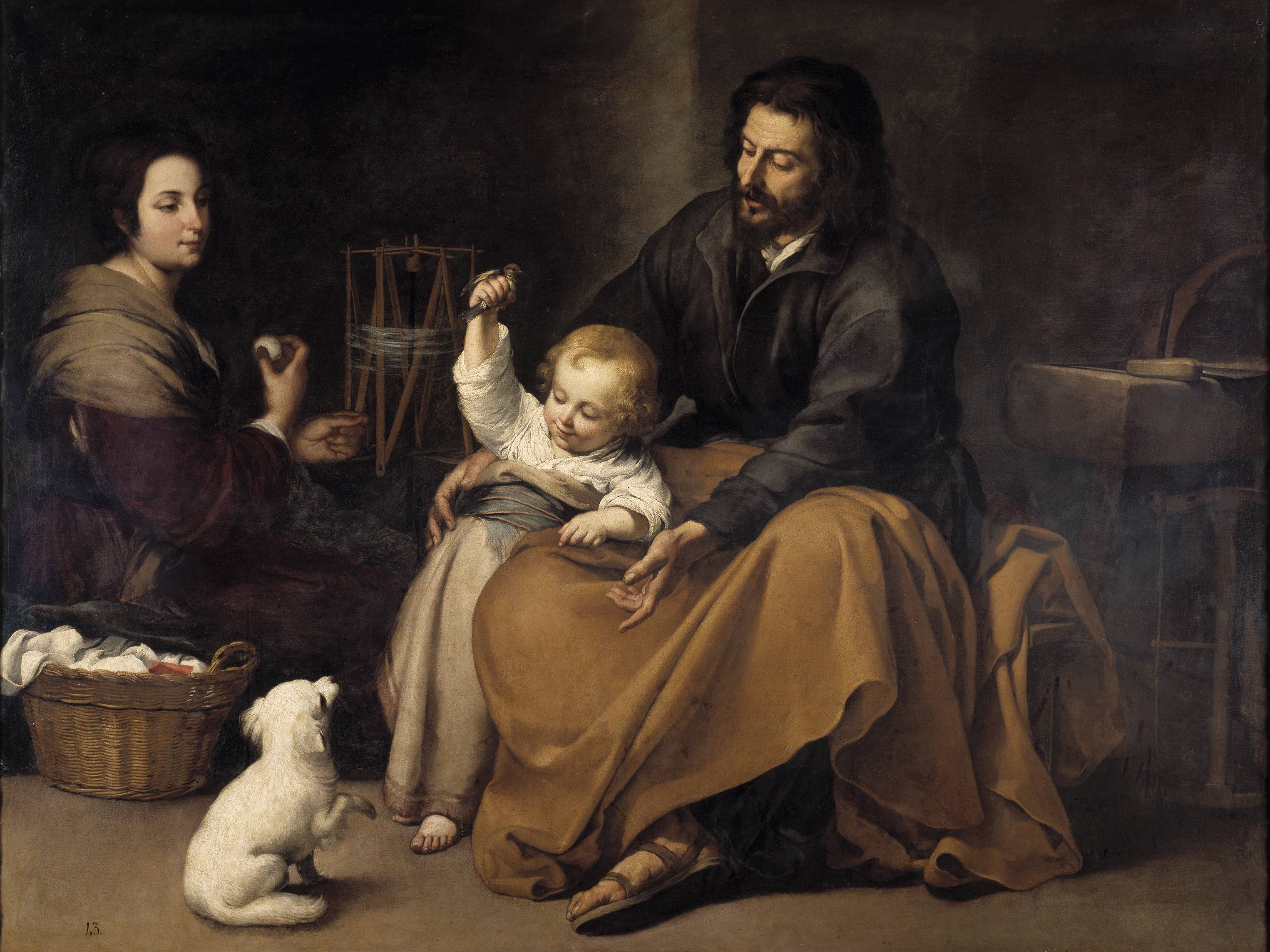
バルトロメ・エステバン・ムリーリョ画『Holy Family(聖家族) with bird』。

聖ヨセフの正式な信心の最初の記録は800年に遡る。初期の教会では殉教者のみが崇敬されていたため、ヨセフは重要視されていなかった。「救い主の守護者・教育者」としてのヨセフへの言及は9世紀に現れ始め14世紀まで成長し続けた。トマス・アクィナスは、マリアが結婚していなかったなら、ユダヤ人が彼女を石打ちしたであろう、そして、イエスが人間の父親の世話と保護を必要としたという受肉の計画におけるヨセフの存在の必要性について議論した。 
カトリック教会では、3月19日の祝日に向けて、「聖ヨセフの7つの日曜日」という習慣・信心がある。教会は昔からの習慣に従い、聖ヨセフの祝日を準備し、聖ヨセフの人生の主な喜びと悲しみを記念して、その祭日に先立つ7つの日曜日を聖ヨセフに捧げている。 
特に、聖ヨセフの七つの日曜日の信心を奨励し、多くの免罪を与えたのは教皇グレゴリオ16世だったが、ピウス9世は、全世界の教会の当時の苦しい状況を緩和するために、聖ヨセフに頼ることを望んだことで、この週間を永続的に現実のものとした。
15世紀には、シエナのベルナルディーノ、ピエール・ダリー、ジャン・ジェルソンが主要な措置を講じた。ジェルソンは聖ヨセフに関する考察を書き、コンスタンツ公会議でヨセフに関する説教を行った。
1870年12月8日、礼部聖省は、教令「クエマドモドゥム・デウス」をもって、福者ピオ9世教皇が「聖なる家長ヨセフのいとも力強い保護に自らとすべての信者をゆだねるために、聖なる司教たちの願いにこたえることとし、聖ヨセフが普遍教会の保護者であると荘厳に宣言」し、「3月19日の祝日を、今後は一級復誦の大祝日として、ただし四旬節中であるため8日間（Octava）なしに祝うことを命じ」たことを公布した。
1889年、教皇レオ13世 (ローマ教皇)は、教会が直面している課題を考慮して教会の守護者として、聖ヨセフに祈るようにカトリック教徒に勧める回勅「Quamquam pluries」を発表した。
聖ヨセフの神学的研究であるジョセフォロジーは、最新の神学の分野の1つである。
1962年、教皇ヨハネ23世は、ミサ典文にヨセフの名を加えた。
1989年、「Quamquam pluries」の100周年記念の際に、教皇ヨハネ・パウロ2世は贖いの計画におけるヨセフの役割を示す使徒的勧告「救い主の守護者聖ヨセフ」を発表した。
2013年、教皇フランシスコは、ミサ典文の第2、第3、第4奉献文にヨセフの名を加えた。
2020年12月8日、教皇フランシスコは、使徒的書簡「父の心で」を発表し、聖ヨセフがカトリック教会の保護者として宣言されてから150年を迎えるにあたって、2020年12月8日から2021年12月8日までの1年間を「聖ヨセフの特別年」とした。

## ギャラリー

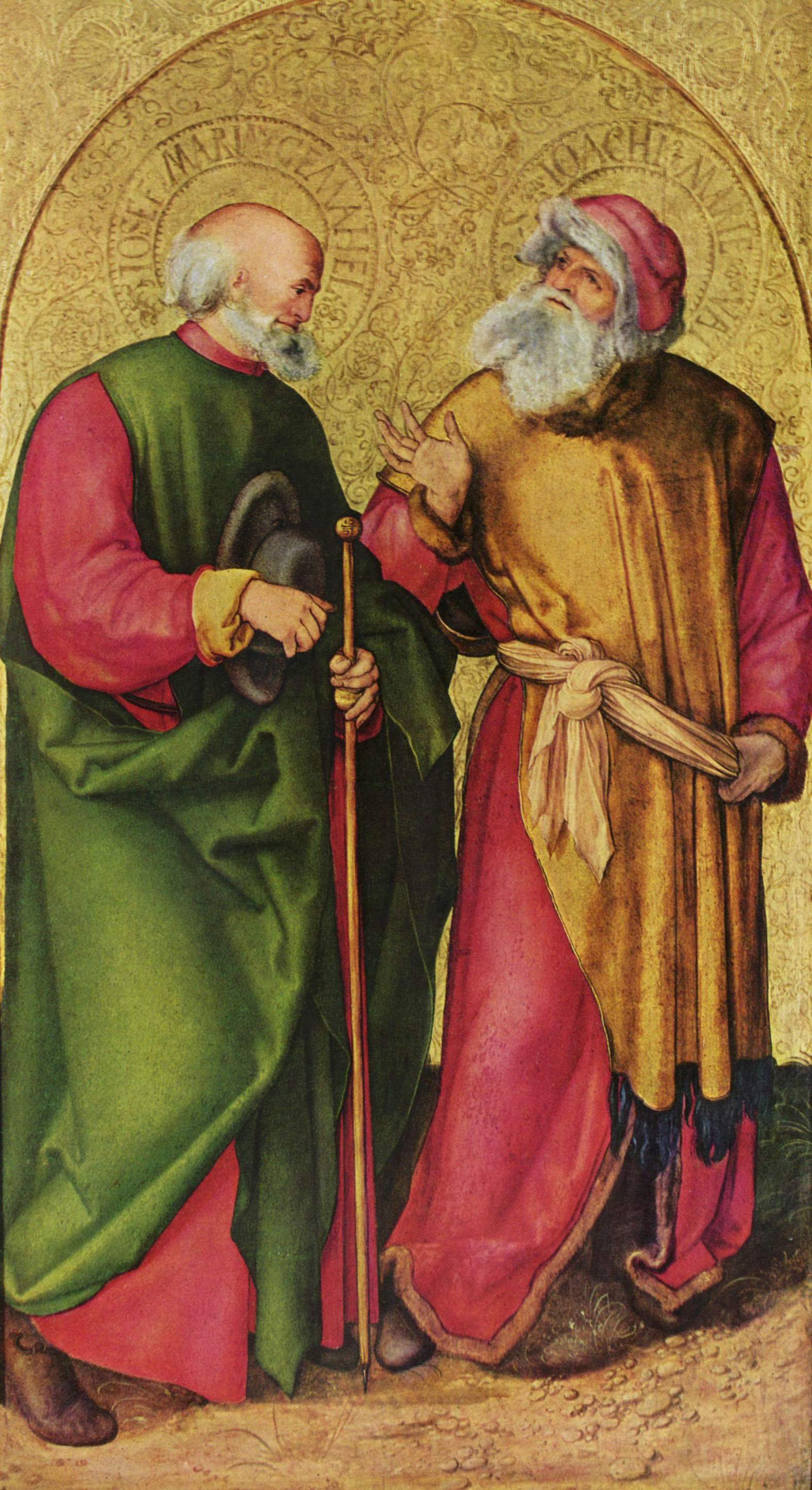
ヨセフとヨアキム、デューラー、1504年
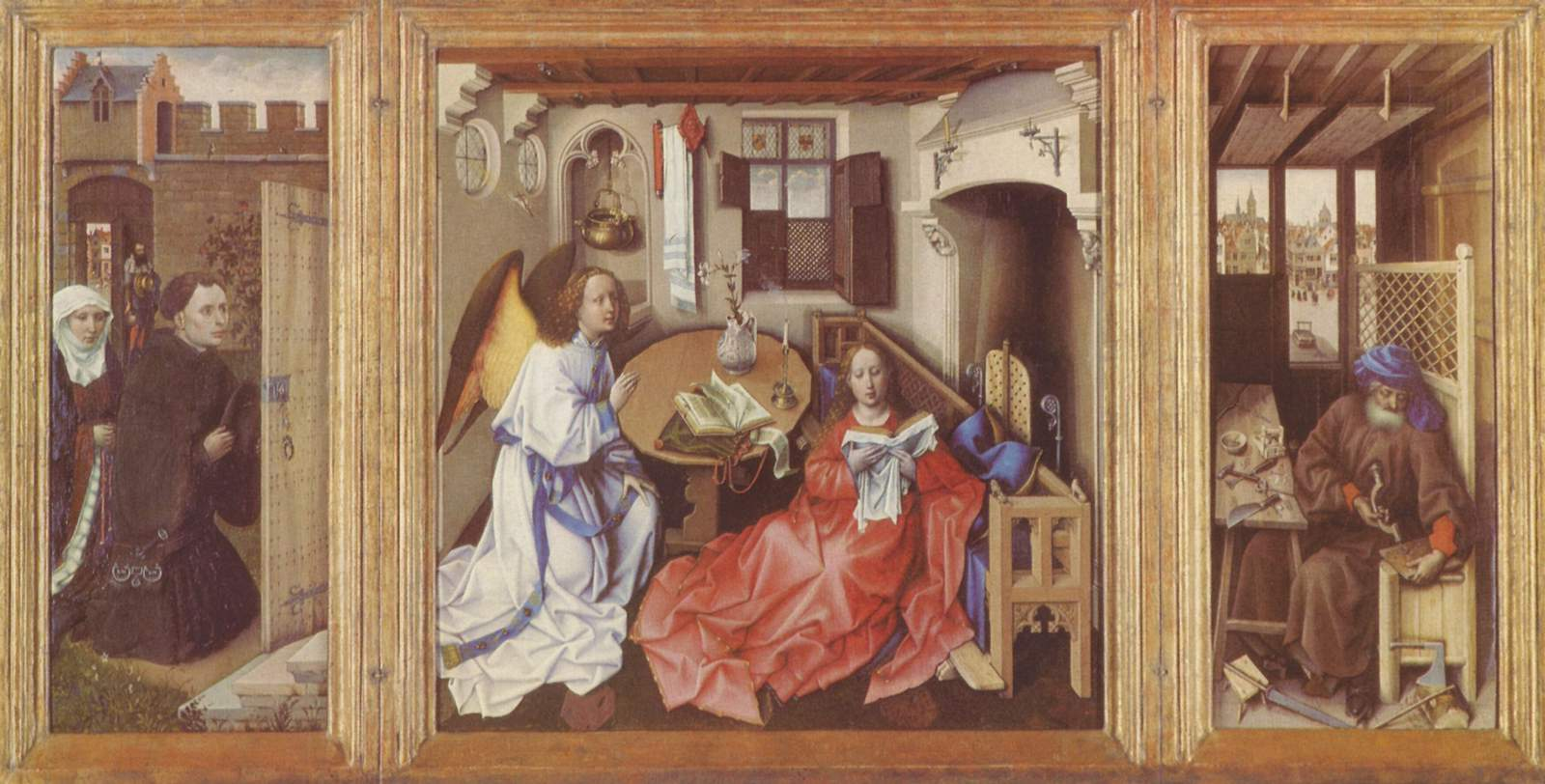
At work in the Mérode Altarpiece, 1420s
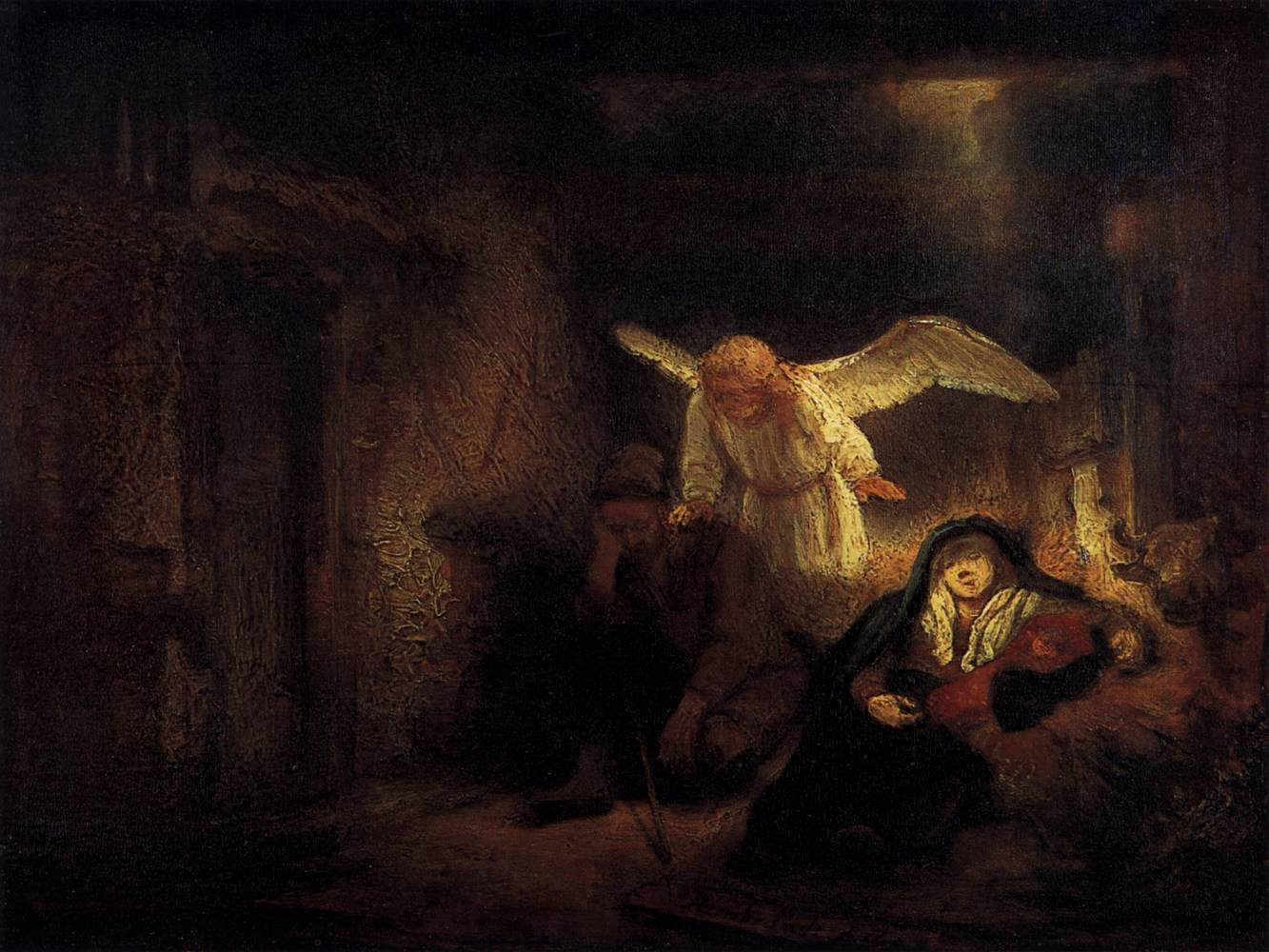
レンブラント「聖ヨセフの夢」1645年
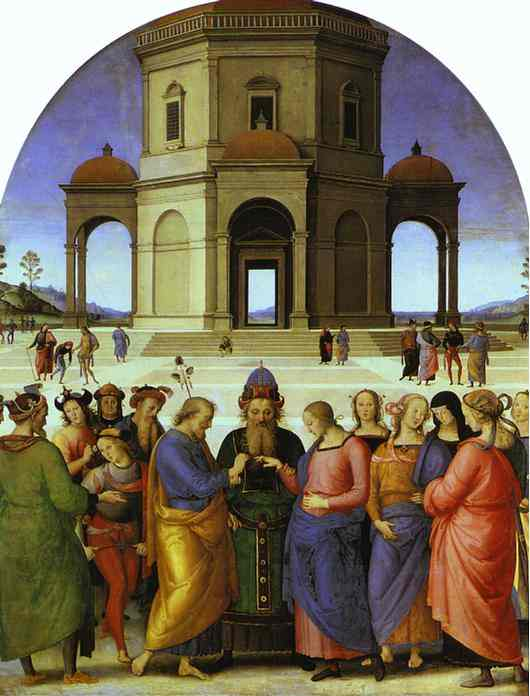
聖処女の婚姻、ペルジーノ、1448年
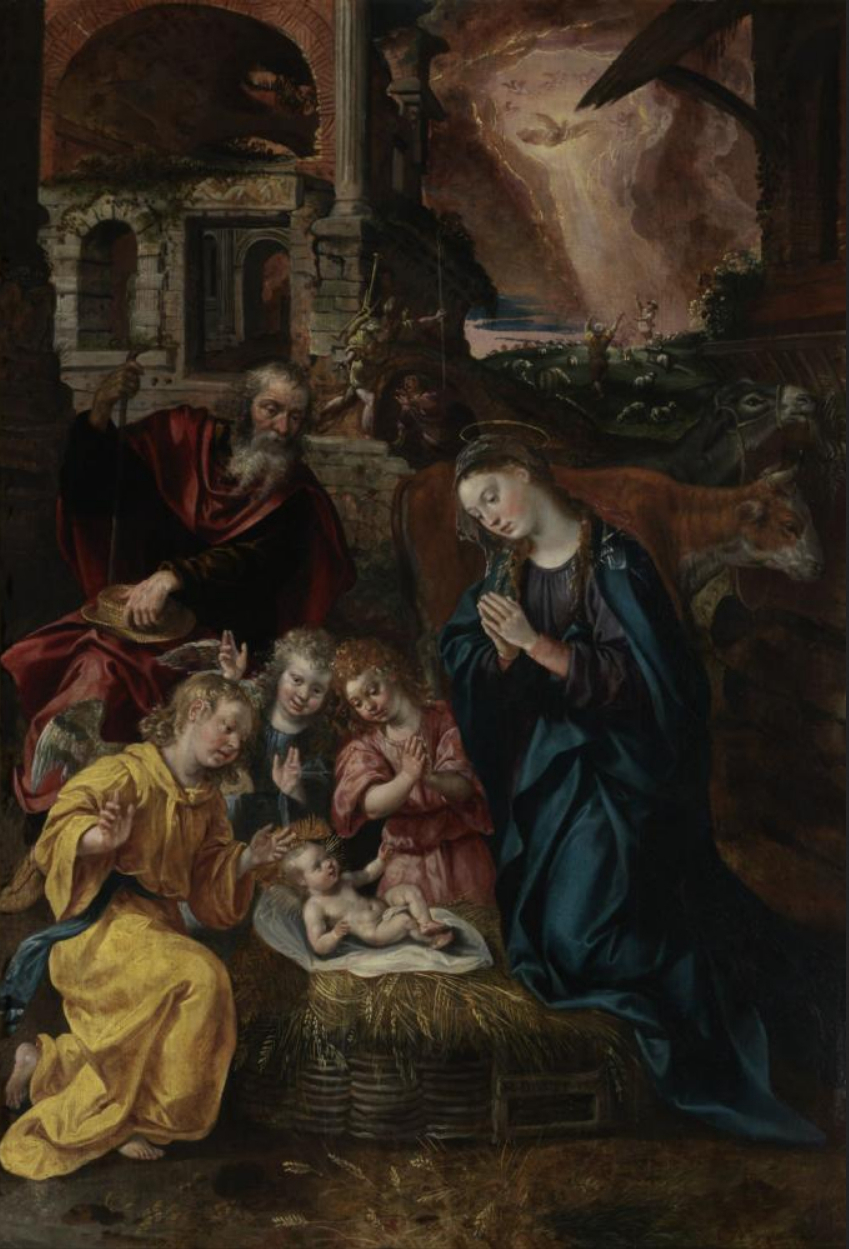
キリストの降誕, マルテン・デ・ボス、1577年
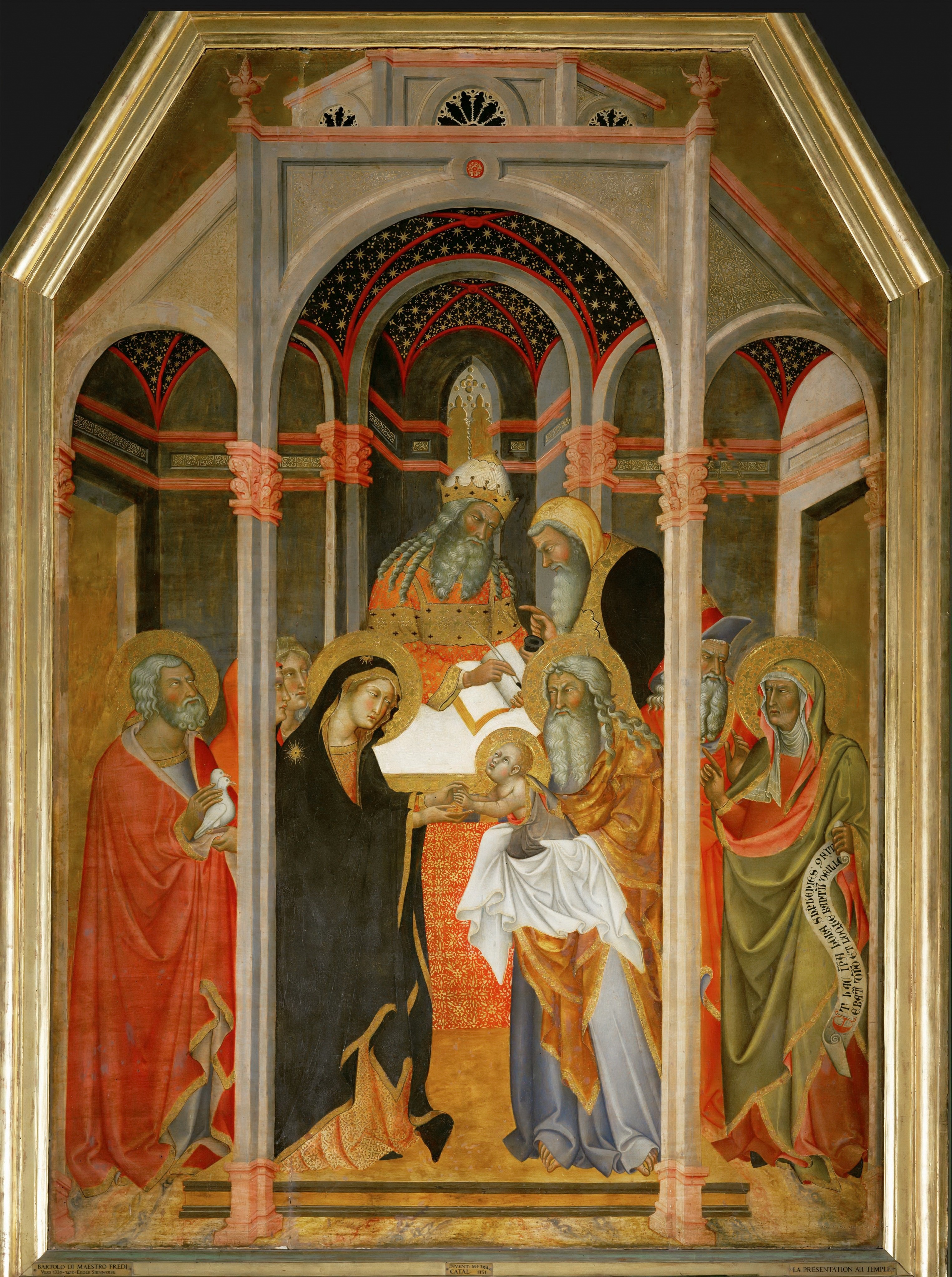
神殿奉献, バルトーロ・ディ・フレディ、1388年
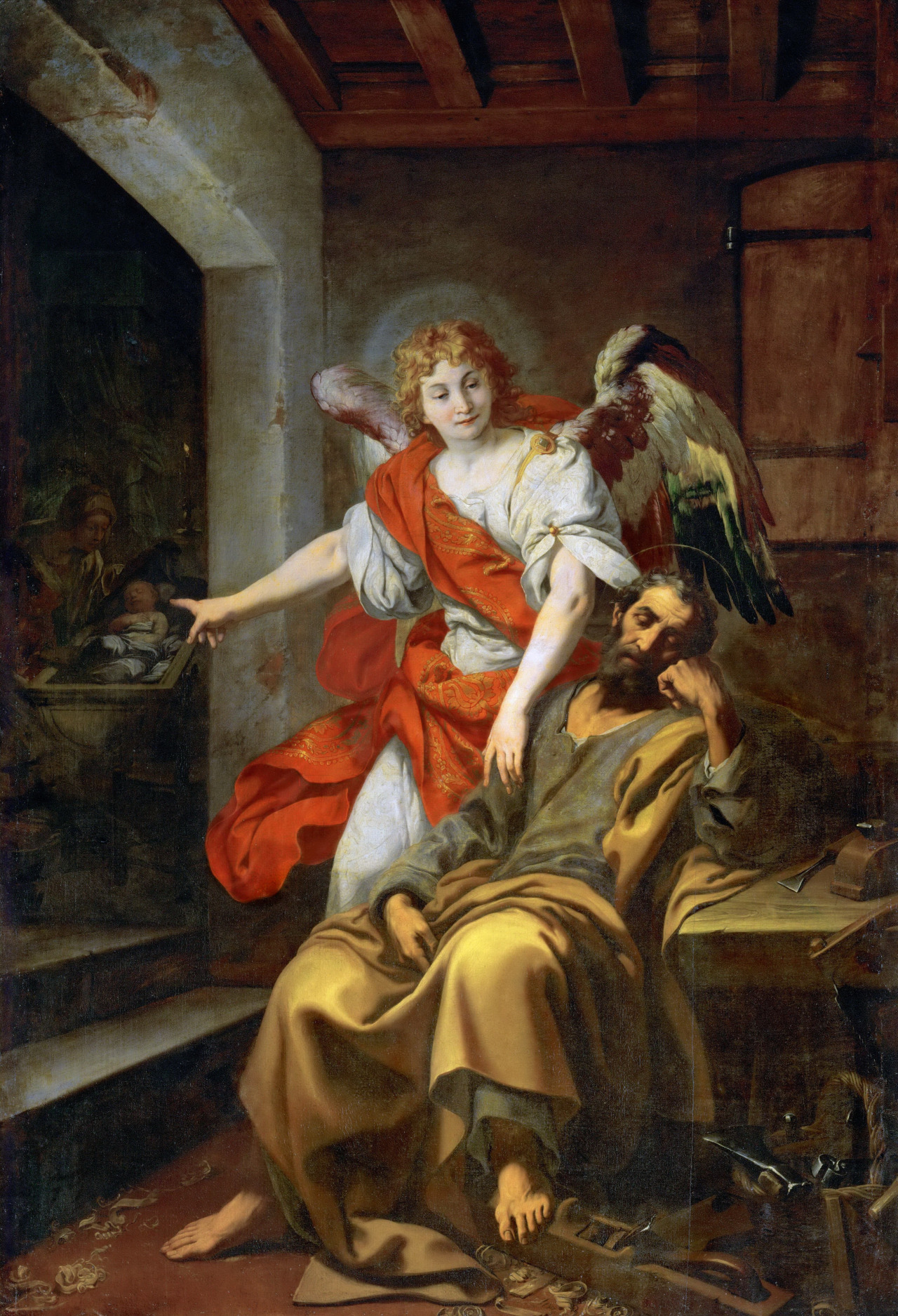
逃避行の夢、ダニエーレ・クレスピ、1625年
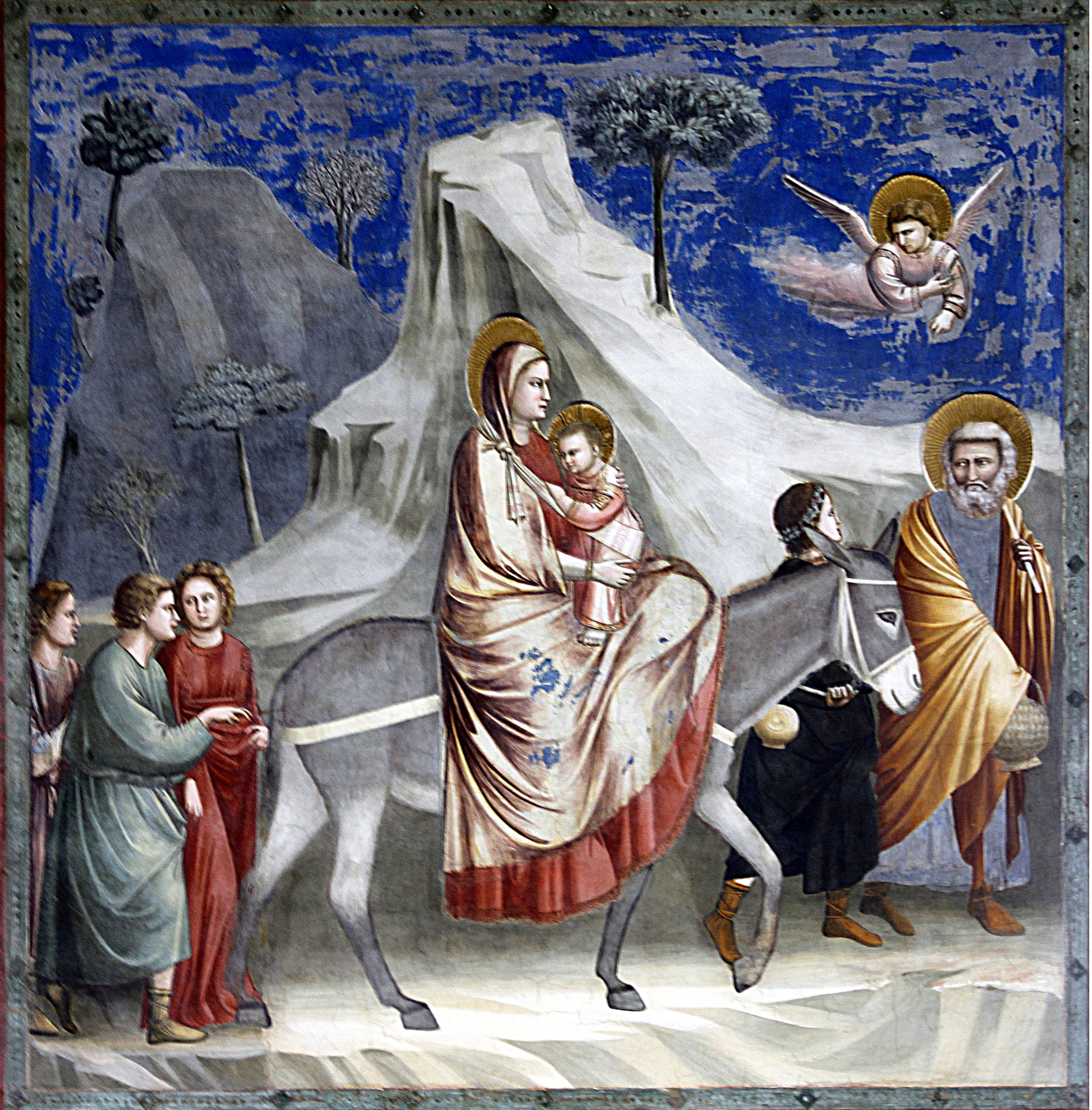
エジプト逃避行、ジョット・ディ・ボンドーネ、14世紀
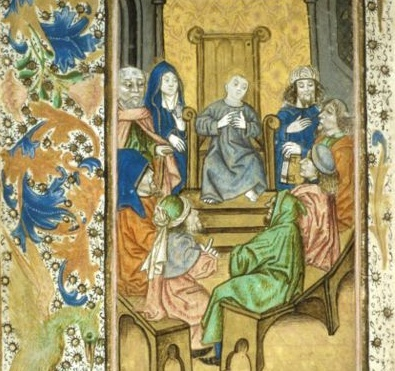
神殿での発見、時祷書、15世紀
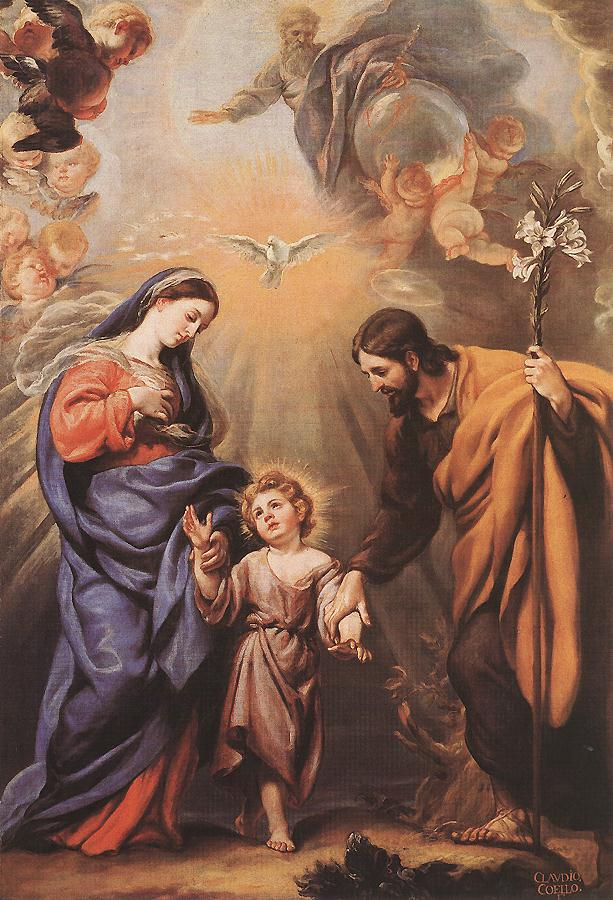
聖家族、クラウディオ・コエリョ、1650年
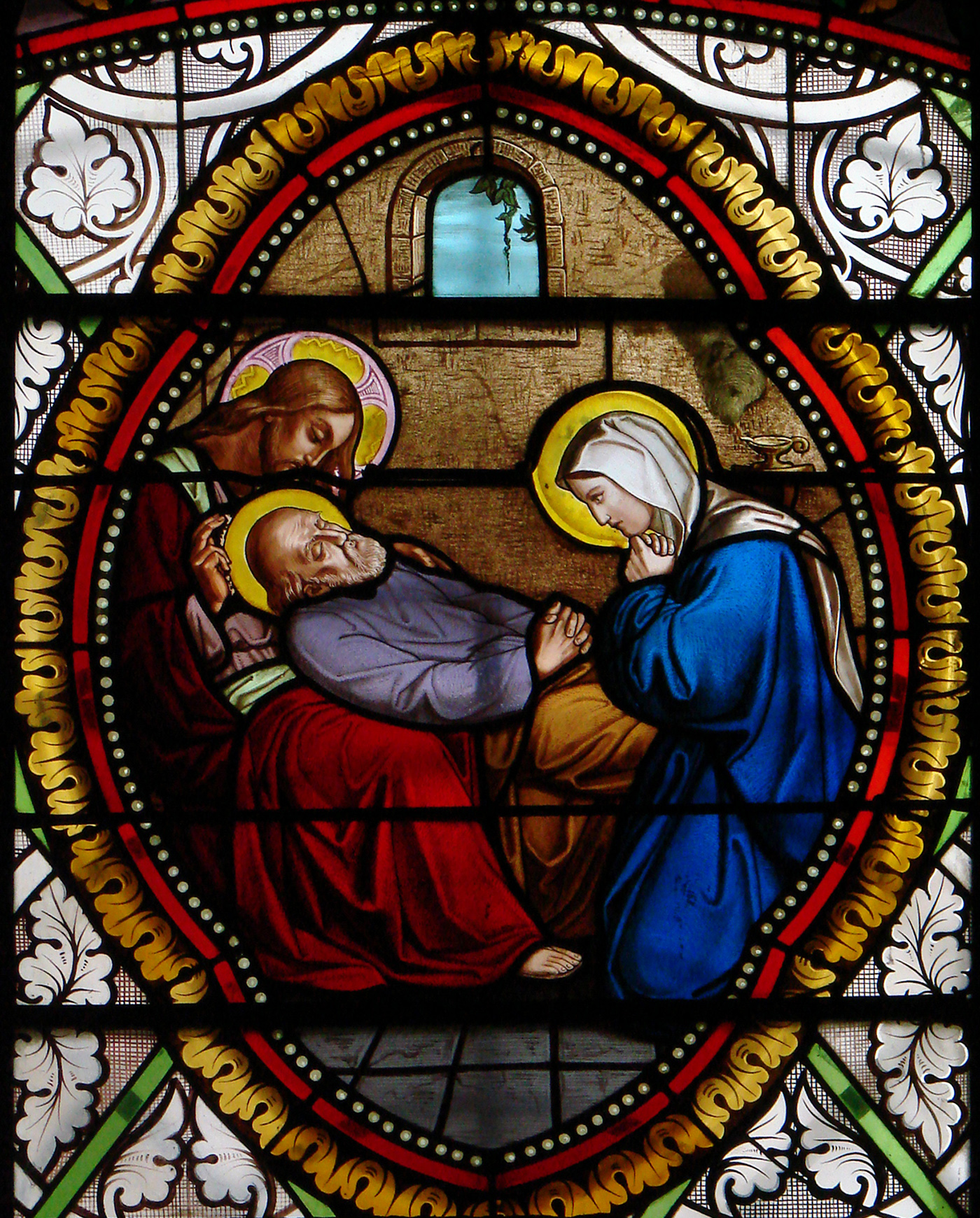
ヨセフの死、フランス・フロラック、サン・マルタン教会
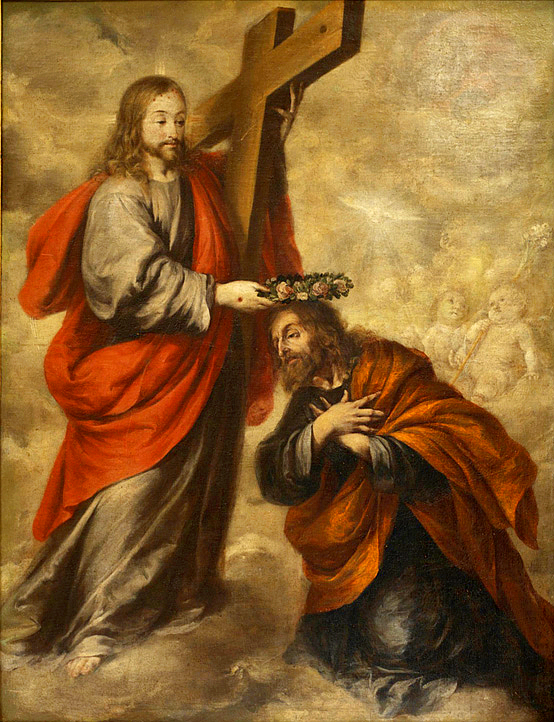
ヨセフの戴冠、ファン・デ・バルデス、1670年
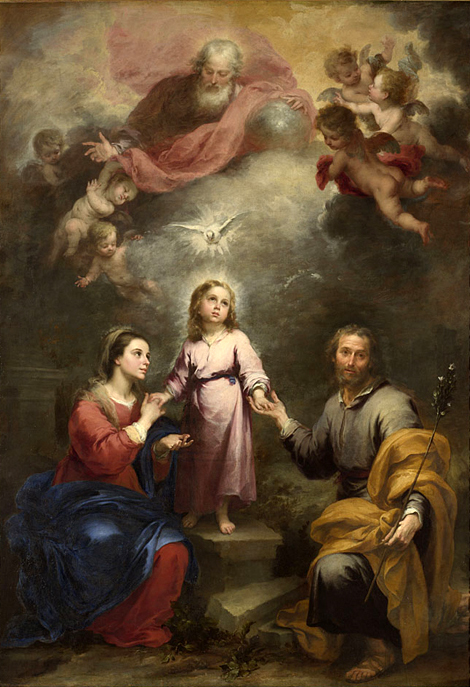
聖家族と聖霊、ムリーリョ、1675-1682年
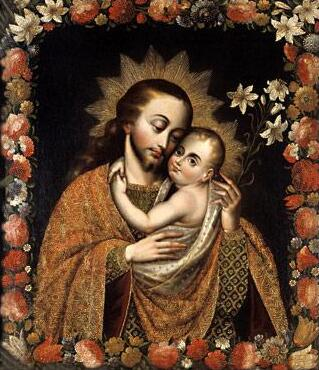
聖ヨセフと幼子イエズス、クスコ派、18世紀